# Ejido los Reyes San Salvador
Ejido los Reyes San Salvador är en ort i Mexiko, tillhörande kommunen Texcoco i delstaten Mexiko. Ejido los Reyes San Salvador ligger i den centrala delen av landet och tillhör Mexico Citys storstadsområde. Orten hade 408 invånare vid folkräkningen 2010.